# حديقة تل النباتية
حديقة تل النباتية هي حديقة نباتية أنشئت في قرية تل الواقعة في ضواحي نابلس. أشرف على هذا المشروع ونفذه مركز أبحاث التنوع الحيوي والبيئة «بيرك» ويقع مقره في ذات القرية. تحتوي الحديقة على أشجار الحور، عروس الغابة، الخروب، البطم، الجكرندا، الطلح الناعم، السنديان، العبهر، الصنوبر، الكينا، التين، الزيزفون السوري، الورود، بالإضافة إلى حديقة مائية وحديقة صخرية.

## وصلات خارجية
- موقع الحديقة